# Canthidium marianelae
Canthidium marianelae är en skalbaggsart som beskrevs av M. Alma Solis och Kohlmann 2004. Canthidium marianelae ingår i släktet Canthidium och familjen bladhorningar. Inga underarter finns listade.